# مرگ شاه سونگور
مرگ شاه سونگور (به فرانسوی: la mort du roi Tsongor) نام رمانی است از لوران گوده(Laurent Gaudé) نویسنده فرانسوی، که در سال 2002 برنده جایزه ی گنکور دبیرستانها (در فرانسه) شد.

## خلاصه
داستان : ،"در این داستان، پادشاهی خیالی-اسطوره ای به نام "شاه سونگور" تصمیم دارد تا دخترش، "سامیلیا"، را به همسری شاهزاده‌ای به نام کوام از سرزمین دیگری درآورد. اما روز قبل از ازدواج، جوان دیگری از راه می‌رسد که با دختر شاه سونگور بزرگ شده است. آن‌ها با یک‌دیگر عهد بسته‌بودند که با هم ازدواج کنند. شاه سونگور پس از این اتفاق بر سر دوراهی می ماند و مردد است تا کدام یک از خواستگارها را انتخاب کند. او برای جلوگیری از جنگ تصمیم می‌گیرد خود کشی کند. جنگ درمی‌گیرد اما....

## نشر فارسی
این کتاب توسط انتشارات ققنوس در ایران به نشر رسیده است